# 国鉄タキ23900形貨車
国鉄タキ23900形貨車（こくてつタキ23900がたかしゃ）は、1973年（昭和48年）から製作された、カオリン液専用の 40 t 積 貨車（タンク車）である。
私有貨車として製作され、日本国有鉄道（国鉄）に車籍編入された。1987年（昭和62年）4月の国鉄分割民営化後は日本貨物鉄道（JR貨物）に車籍を承継された。

## 概要
タキ23900形は、1973年（昭和48年）1月12日から1974年（昭和49年）9月6日にかけて富士重工業にて5両（コタキ23900 - コタキ23904）が製作された。
記号番号表記は特殊標記符号「コ」（全長 12 m 以下）を前置し「コタキ」と標記する。
落成当時の所有者は、富士カオリン1社のみであった。1987年（昭和62年）3月23日に、イー・シー・シー・ジャパーンに名義変更された。東海道本線の吉原駅を常備駅として運用された。
本形式の他にカオリン液を専用種別とする形式には、他に例がなく唯一の存在であった。積荷であるカオリン液は、粘度が高いため荷役の際には加圧して吐出（排出）する必要があったため、タンク体を最高使用圧力3 Kg/cm2の第二種圧力容器として、ステンレス鋼にて製作した。タンク体には、「最高使用圧力3 Kg/cm2」と標記された。荷役方式はタンク上部にあるマンホールからの上入れ、吐出管による下出し式である。
塗色は、黒であり、全長は12,100 mm、全幅は2,583 mm、全高は3,710 mm、台車中心間距離は6,700 mm、実容積は23.8 m3、自重は17.2 t、換算両数は積車5.5、空車1.8、最高運転速度は75 km/h、台車は12 t車軸を使用したベッテンドルフ台車のTR41CまたはTR41E-13である。
1987年（昭和62年）4月の国鉄分割民営化時には5両全車の車籍がJR貨物に継承されたが、1997年（平成9年）7月に全車が一斉に廃車となり、同時に形式消滅となった。

## 年度別製造数
各年度による製造会社と両数、所有者は次のとおりである。（所有者は落成時の社名）
- 昭和47年度 - 2両
  - 富士重工業 2両 富士カオリン（コタキ23900 - コタキ23901）
- 昭和49年度 - 3両
  - 富士重工業 3両 富士カオリン（コタキ23902 - コタキ23904）